# Matthias de Zordo
Matthias de Zordo (Bad Kreuznach, 21 febbraio 1988) è un giavellottista tedesco, campione mondiale a Daegu 2011.
Ha un primato personale di 88,36 metri. Precedentemente aveva lanciato fino a 87,81 metri in occasione della vittoria della medaglia d'argento ai campionati europei di Barcellona 2010.

## Biografia
Matthias De Zordo nasce a Bad Kreuznach, in Germania, il 21 febbraio 1988 da una famiglia di origine italiane di Belluno.
Fin da piccolo si appassiona al lancio del giavellotto e, grazie alla sua bravura, partecipa agli europei juniores di atletica leggera 2007 a Hengelo, nei Paesi Bassi, vincendo la medaglia d'oro con un lancio di 78,59 m.
Nel 2009 partecipa agli europei under 23 a Kaunas, in Lituania, arrivando però soltanto ottavo con un lancio di 75,40 m. Si qualifica per i campionati europei 2010 a Barcellona, dove vince la medaglia d'argento con un lancio di 87,81 m, migliorando il suo record personale, dietro al campione norvegese Andreas Thorkildsen e davanti al finlandese Tero Pitkämäki.
Arrivato ai campionati mondiali di Daegu 2011, si qualifica per la finale e vince la medaglia d'oro con un lancio di 86,27 m davanti a Thorkildsen e al cubano Guillermo Martínez. Sempre nel 2011 vince due gare della Diamond League (Bislett Games e Memorial Van Damme) aggiudicandosi la classifica finale di specialità. Migliora inoltre il suo primato personale con un lancio di 88,36 m.

## Palmarès
| Anno | Manifestazione   | Sede       | Evento                 | Risultato      | Prestazione | Note                                     |
| ---- | ---------------- | ---------- | ---------------------- | -------------- | ----------- | ---------------------------------------- |
| 2007 | Europei juniores | Hengelo    | Lancio del giavellotto | Oro            | 78,59 m     |                                          |
| 2009 | Europei under 23 | Kaunas     | Lancio del giavellotto | 8º             | 75,40 m     |                                          |
| 2010 | Europei          | Barcellona | Lancio del giavellotto | Argento        | 87,81 m     | Miglior prestazione personale            |
| 2011 | Mondiali         | Taegu      | Lancio del giavellotto | Oro            | 86,27 m     | Miglior prestazione personale stagionale |
| 2012 | Giochi olimpici  | Londra     | Lancio del giavellotto | Qualificazione | nm          |                                          |

## Altre competizioni internazionali
2011
- Campionati europei a squadre di atletica leggera ( Stoccolma)
- Vincitore della Diamond League nella specialità del lancio del giavellotto (17 punti)